# Lacus Veris

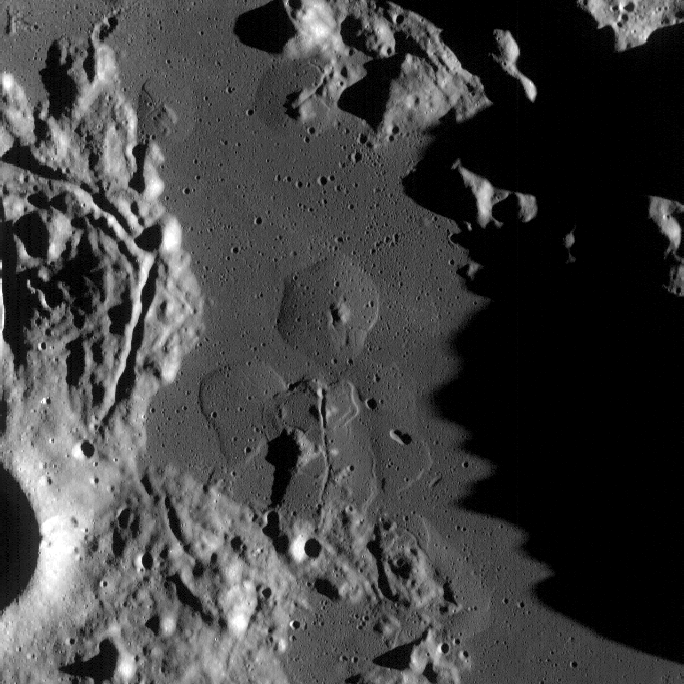
Volcans en escut a l'interior del Lacus Veris

El Lacus Veris (llatí per a «Llac de la Primavera») és una mar lunar de grandària mitjana, el centre de la qual està situat a les coordenades selenogràfiques 16.5° Sud, 86.1° Oest i el diàmetre envolupant de les quals és d'aproximadament 396 km.
El llac s'estén al llarg d'un arc irregular que abasta 90° d'est a nord, centrat al Mare Orientale, cobrint aproximadament 12.000 km² de superfície.

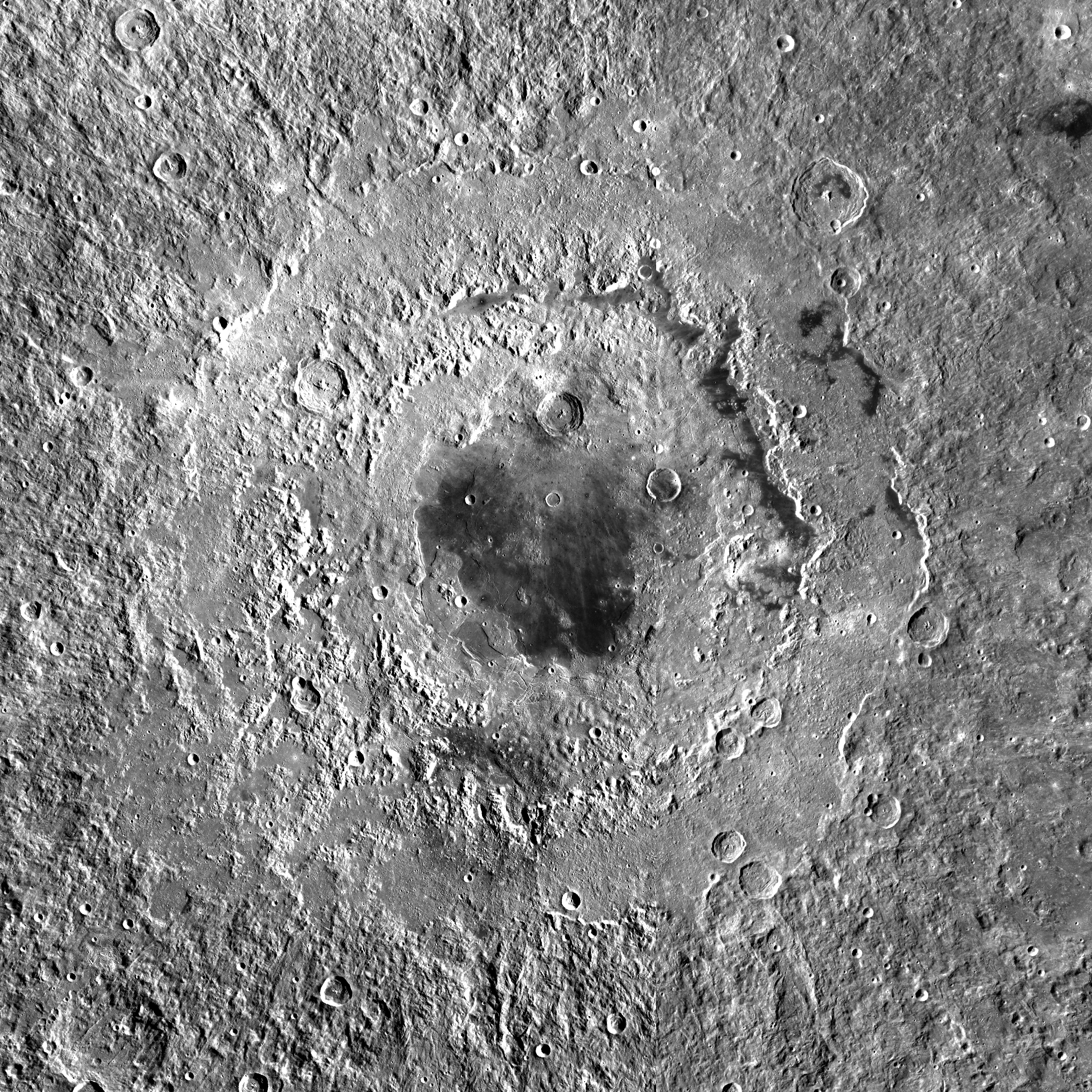
Posició del Lacus Veris dins de la conca de l'impacte que va originar el Mare Orientale (imatge LRO)

Aquest petit mar, amb forma de lluna creixent, es localitza a la regió situada entre els anells interior i exterior dels Montes Rook, que formen part de la conca d'impacte de la Mare Orientale. Se situa a una plataforma situada aproximadament un quilòmetreper sota dels cims circumdants. Les dades recollides per telescopis des de la Terra i durant les missions Lunar Orbiter, han permès saber que el llac inclou materials procedents de les terres altes circumdants. La densitat d'impactes indica que es va formar fa uns 3500 milions d'anys, i solidificant-se uns 340 milions d'anys després de l'impacte que va crear la conca de la Mare Orientale.
El llac conté onze esquerdes sinuoses, formades per tubs de lava i canals, amb longituds que varien entre 4 i 51 km. Moltes d'aquestes rimae s'inicien als Montes Rook i flueixen fins a la base del sistema muntanyenc. També conté diverses formacions de volcans en escut, amb diàmetres inferiors als 10 km. Les formacions geològiques i l'absència de depressions d'enfonsament suggereixen que el llac va ser format per fluxos de lava de poca espessor a través de tubs, més que mitjançant bugades massives de basalt per erupcions a través de fissures que inundessin la conca.
L'escriptor Eric Burgess va proposar aquest llac com la ubicació d'una futura base lunar, en basar-se en un estudi de la NASA realitzat pel Centre Espacial Johnson el 1989.
El nom del llac va ser adoptat per la Unió Astronòmica Internacional el 1971.